# Phanotea cavata
Espèce
Phanotea cavata est une espèce d'araignées aranéomorphes de la famille des Zoropsidae.

## Distribution
Cette espèce est endémique d'Afrique du Sud. Elle se rencontre au Cap-Occidental et au Cap-Oriental.

## Publication originale
- Griswold, 1994 : A revision and phylogenetic analysis of the spider genus Phanotea Simon (Araneae, Lycosoidea). Annales, Musée Royal de l'Afrique Centrale, Sciences zoologiques, vol. 273, p. 1-83.